# Квартальнов, Данила Андреевич
Дани́ла Андре́евич Кварта́льнов (род. 7 июля 1997, Воскресенск, Московская область) — российский хоккеист, центральный нападающий клуба КХЛ «Нефтехимик».

## Карьера
Воспитанник воскресенского хоккея. Племянник Дмитрия Квартальнова. На драфте КХЛ 2014 года под 119-м номером был выбран новосибирской «Сибирью». Два сезона провёл в клубе «Сибирские снайперы» в МХЛ. С 2015 года — игрок системы ЦСКА. Выступал в МХЛ в составе «Красной армии», в ВХЛ в составе «Звезды». В сезоне 2016/17 стал чемпионом МХЛ.
В сезоне 2016/17 выступал в КХЛ в составе ЦСКА. В мае 2017 года был подписан контракт, по которому со следующего года Квартальнов переходил в систему СКА. Единственный матч в КХЛ в составе СКА провёл 27 февраля 2018 года в гостях против «Йокерита» (3:5) — в игре не принимали участие хоккеисты, выигравшие два дня назад олимпийский турнир в Пхёнчхане.
Бронзовый призёр молодёжного чемпионат мира 2017 года.
2 мая 2021 года перешёл в московский «Спартак», подписав двусторонний контракт сроком до 30 апреля 2022 года. 10 декабря 2021 года в матче против «Йокерита» (2:0) забросил свою первую шайбу в КХЛ, для этого ему потребовалось 108 матчей. 11 мая 2022 года заключил новый двусторонний контракт со «Спартаком» на два года.
5 июня 2023 года, в результате обмена на Николая Голдобина, перешёл в магнитогорский «Металлург». В апреле 2024 года в составе «Металлурга» стал обладателем Кубка Гагарина. В сезоне 2023/24 принял участие в 22 играх и набрал три (0+3) очка. 4 мая 2024 года «Металлург» объявил об уходе из клуба Квартальнова.
20 июля стало известно, что хоккеист подписал пробный контракт с минским «Динамо». 
2 сентября 2024 года подписал контракт с клубов ВХЛ «Юнисон-Москва».